# Symphodus ocellatus
Symphodus ocellatus es una especie de pez perciforme de la familia Labridae.

## Distribución geográfica y hábitat
Esta especie es nativa del este del océano Atlántico, del mar Mediterráneo, el mar Negro y el mar de Azov, habitando entre 1 y 30 m de profundidad.